# III wojna punicka
III wojna punicka (149–146 p.n.e.) – ostatnia z wojen punickich toczonych pomiędzy Republiką Rzymską a Kartaginą. Skutkiem było całkowite zniszczenie Kartaginy i wzrost potęgi Rzymu na arenie międzynarodowej.

## Polityka rzymska przed wojną
W II wieku p.n.e. Rzymianie świadomi własnej siły prowadzili wobec innych państw coraz bardziej brutalną politykę. Nie zadowalali się już, jak to czynili wiek wcześniej na tworzeniu z podbitych terenów protektoratów czy uzależnianiu ościennych władców. Zaczęli tworzyć prowincje. Aby tego dokonać musieli zlikwidować wiele państw wasalnych. Jednym z nich był ich dawny przeciwnik – Kartagina. W Rzymie stronnictwo zgromadzone wokół Katona Starszego starało się przez lata o ostateczne zniszczenie Kartaginy. Cenzor kończył każde swe przemówienie słowami: Ceterum censeo Carthaginem esse delendam (łac. Poza tym uważam, iż Kartagina powinna zostać zburzona).

## Ku wojnie
W wyniku drugiej wojny punickiej (218–201) Republika rzymska stała się największą potęgą antycznego świata. Złamano mocarstwo Kartaginy. Państwo to przekształciło się w uległego klienta państwa rzymskiego, płacącego należne Rzymianom kontrybucje i dostarczającego posiłków wojskowych. Cały swój zapał Kartagińczycy skierowali na rozwój gospodarki państwa, stając się potęgą gospodarczą.
Dobrobyt punickiej stolicy stał się solą w oku rzymskiej arystokracji. Zapragnęła ona przejąć żyzne grunty Kartaginy i sama czerpać z nich profity. Zaczęto szukać pretekstu dla wojny z osłabioną Kartaginą. Zażądano od Kartagińczyków, aby wydali na zakładników 300 dzieci arystokratów, wydania wszelkiej broni, w dalszych żądaniach mieli porzucić swe nadmorskie miasto i osiedlić się 80 stadiów w głębi lądu. Było to nie do przyjęcia dla Punijczyków, którzy zabili posłów przynoszących złe wieści. Aby zaprowadzić porządek Republika wysłała do Afryki armię na łatwą, jak się wszystkim nad Tybrem wydawało, wojnę. Armia rzymska wkrótce stanęła pod murami Kartaginy.
Kartagina była położona na przylądku między dwoma lagunami. Z resztą kraju łączył ją przesmyk, na którym wybudowano potrójną linię umocnień, składającą się z dwóch kamiennych murów i drewnianej palisady. Przed częstokołem biegła fosa o szerokości 18-20 metrów. Sercem 200 tys. miasta był sztuczny port podzielony na wojskowy i cywilny. Na północ od portu leżała najstarsza część miasta Byrsa zabudowana wysokimi na 6 pięter kamienicami. W tej części miasta umiejscowiona była agora posiadająca funkcję handlową i polityczną. Z agory trzy ciasne drogi prowadziły ku wzgórzu o tej samej nazwie co dzielnica, gdzie znajdował się akropol i największa świątynia Kartaginy poświęcona Eszmunowi, utożsamianego z greckim Asklepiosem. U podnóża cytadeli rozciągały się obszerne przedmieścia zwane Megarą. Była to elegancka dzielnica zabudowana willami pośród ogrodów, co nadawało jej wiejski wygląd.

## Wojna

### Rzymska bezradność
Konsulowie rzymscy M. Maniliusz i Lucjusz Marcjusz Cenzorinus przez wiele dni stali bezradni pod murami miasta. Udało im się co prawda zburzyć przy pomocy taranów część umocnień i wedrzeć do miasta, lecz zostali szybko odparci ponosząc duże straty. Na skutek chorób dziesiątkujących legionistów i zwyczajnej niekompetencji wodzów, te działania zaczepne wkrótce ustały. Teraz inicjatywę przejęli Punijczycy, którzy zaatakowali niespodziewanie obóz rzymski. Byli bliscy jego zdobycia, lecz dzięki przytomności umysłu młodego oficera Scypiona Emiliana, udało się przegnać napastników. Kilka dni później zdołał on także obronić prowizoryczny port położony opodal obozu.
Złą sytuację Rzymian jeszcze bardziej skomplikowała kartagińska armia polowa szarpiąca tyły legionów, śląca przy tym przez jezioro z twierdzy Neferis żywność do blokowanej Kartaginy. Chcąc zniszczyć to zgrupowanie armia rzymska ruszyła pod warownię. Siły punickie zajęły pozycje na wyniosłościach, położonych nad strumieniem niedaleko miasta. Atak na tak trudną pozycję zakończył się klęską i ogromnymi stratami. Przegrana bitwa podkopała i tak nie najlepsze morale rzymian.
W 148 roku zmienili się konsulowie. Wcześniejszą parę zastąpili K. Pizon Cezoninus i L. Hostyliusz Mancynus. Zaniechali oni ataków na miasto, a zajęli się plądrowaniem kartagińskiego zaplecza i tym samym usiłowali zmusić głodem Kartaginę do uległości, jednak bezskutecznie. Próbowano zdobyć miasta nadmorskie dochowujące wierności swej stolicy, skąd słano dla niej materiały i posiłki potrzebne do prowadzenia wojny. Akcja zakończyła się niepowodzeniem. Nie zdobyto żadnego grodu. Na wieść o nowych klęskach w Rzymie zawrzało. Postanowiono szybko zakończyć przedłużający się konflikt.

### Emilianus konsulem
W tym celu wybrano konsulem zdolnego arystokratę Scypiona Emiliana, który udowodnił wcześniej swoją odwagę. Zwerbowawszy nowe legiony Emilian wyruszył pod Kartaginę. Przybywszy pod miasto szybko zaprowadził porządek w zdemoralizowanej armii i przystąpił do działania. Odniósł od razu duży sukces. Zdobył przedmieścia Kartaginy. Szybko je jednak opuścił, albowiem na obszarze pełnym sadów, zarośli i płotów rzymskie legie mogły ulec rozproszeniu, a na dodatek przy nieznajomości przejść wpaść w zasadzkę. Scypion zablokował całkowicie miasto od strony lądu budując na przesmyku obóz warowny, a kartagiński port zamknął gigantyczną tamą. Następnie zdobył groblę biegnącą niedaleko tamy, wybudowanej swego czasu dla kupców, celem wyładunku towaru. Kartagińczycy nie przejęli się sukcesami wroga. Przekopali nowe przejście z portu na jezioro. Trzy dni później naprędce sklecona flota kartagińska zaatakowała flotę Rzymian, lecz bitwa jaka się wywiązała była nierozstrzygnięta.
Zimą 147/146 Emilian podjął akcję mającą na celu zniszczenie polowej armii punickiej i zajęcie terenów do tej pory kontrolowanych przez Punijczyków. Kartagińczycy zamknęli się w obozie warownym niedaleko Neferis. Emilian uderzywszy na obóz z dwóch stron szybko go zdobył.

### Zdobycie i zniszczenie miasta

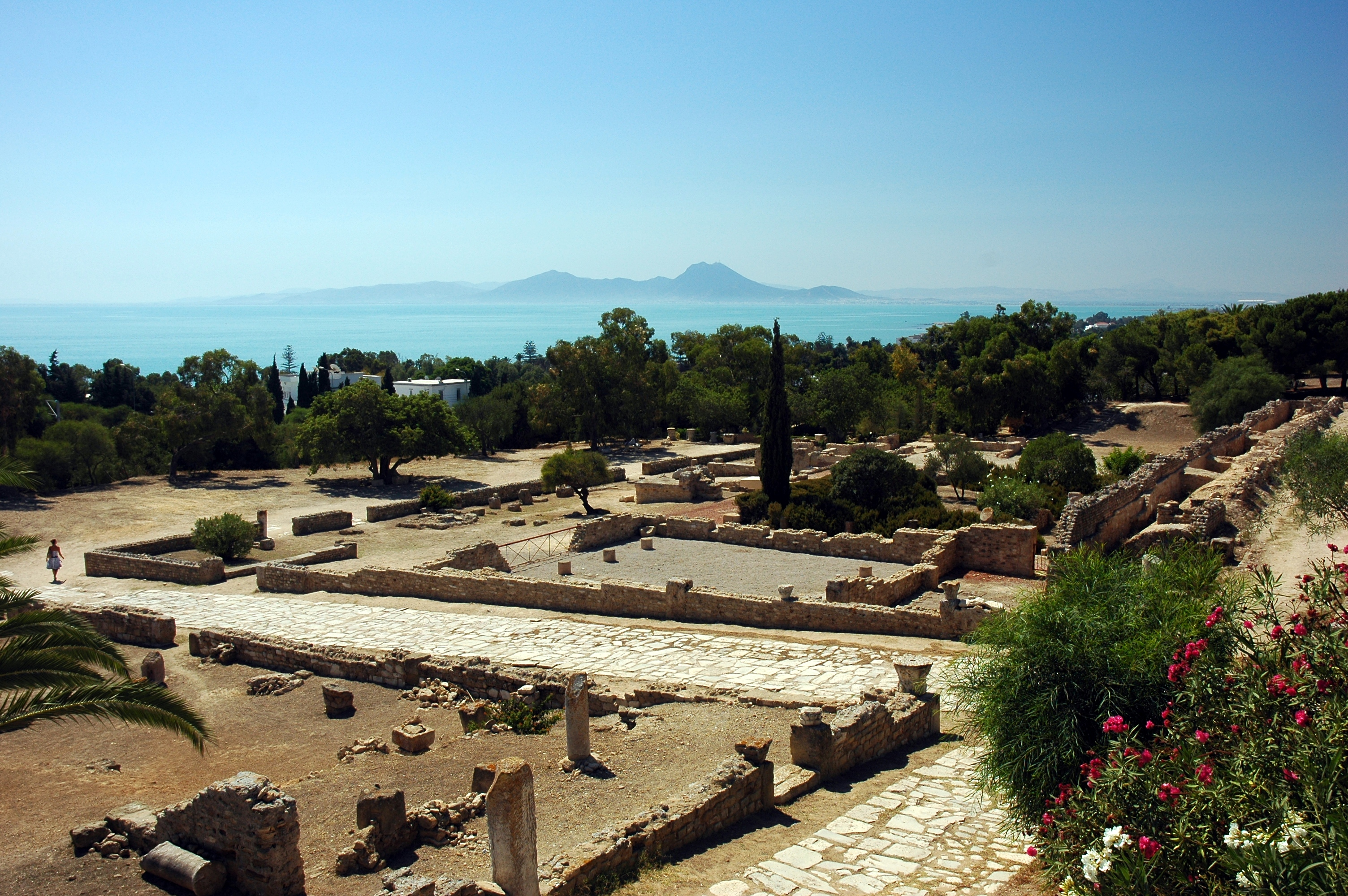
Ruiny Kartaginy

Wiosną 146 roku udało się Rzymianom niespodziewanym wypadem zdobyć port cywilny i wojskowy. Po zdobyciu murów otaczających porty zajęli kartagińską agorę. Stąd trzema drogami poczęli przebijać się w kierunku górującej nad miastem kartagińskiej cytadeli – Byrsy. Walczono zawzięcie o każdy metr ulicy. Legioniści zmuszeni byli zdobywać dom po domu. Gdy dotarli pod mury zamku, mieszkańcy nie widząc sensu dalszej walki skapitulowali. Ostatnim punktem oporu była świątynia boga Eszmuna (Eskulapa), lecz i jej obrońcy wkrótce się poddali.
Konsul pragnął ocalić bohaterskie miasto, ale senat rzymski nakazał je zburzyć, teren zaorać i zakazać tam osadnictwa, a ludność sprzedać w niewolę. Tak też się stało.
Miasto zostało tak gruntownie zniszczone, że z epoki punickiej zachowało się niewiele zabytków. Nędzne szczątki murów, cmentarzy, stele, ołtarz, przedmioty ruchome.

## Po wojnie
Z wysoko rozwiniętych rolniczo afrykańskich terenów Kartaginy utworzono prokonsularną prowincję Afryka, która w szybkim czasie zyskała miano spichlerza Rzymu. Następnie Rzym dokonał dalszych podbojów i zdobył tereny naokoło Morza Śródziemnego.

## Kalendarium wojny
- 149 p.n.e. – bitwa pod Nepheris (Kartagińczycy Hasdrubala zwyciężają Rzymian Maniliusa)
- 148 p.n.e. – oblężenie Hippagrety
- 147 p.n.e. – bitwa morska przy porcie kartagińskim
- 147 p.n.e. – II bitwa pod Nepheris
- 146 p.n.e. – zdobycie Kartaginy przez wojska Publiusza Korneliusza Scypiona Młodszego – koniec trzeciej wojny punickiej. Trzecia wojna punicka skończyła się klęską dla Kartagińczyków.